# 히가시야마촌 (도쿠시마현)
히가시야마촌(東山村)은 도쿠시마현 오에군에 있던 촌이다. 

## 역사
- 1889년 10월 1일 - 정촌제 시행에 의해 근세이후의 히가시야마촌이 단독으로 지자체를 형성하였다
- 1955년 1월 1일 - 히가시야마촌이 분립해 字樋山地이 가모지마정에 편입 잔부는 나카에다촌, 미야마촌의 일부와 합병해 미사토촌이 성립, 동일 히가시야마촌은 폐지되었다.

## 참고문헌
- 『角川日本地名大辞典 36 徳島県』。